# Operacja Ivy Bells
Operacja „Ivy Bells” – amerykańska operacja wywiadowcza z okresu zimnej wojny, zrealizowana przy współpracy Marynarki Wojennej Stanów Zjednoczonych (USN), Centralnej Agencji Wywiadowczej (CIA) oraz National Security Agency (NSA), której celem było założenie podsłuchu na sowiecką linię komunikacyjną poprowadzoną po dnie Morza Ochockiego.

## Tło operacji

### Początek wyścigu zbrojeń
Okres zimnej wojny charakteryzował się wyścigiem zbrojeń pomiędzy dwoma rywalizującymi ze sobą mocarstwami: USA i ZSRR, w szczególności w zakresie broni atomowej. Spowodował on gruntowne zmiany, zarówno w budżetowaniu wojska, jak również kierowaniu badaniami naukowymi. O skali wyścigu świadczył fakt, że już w końcu lat 50. XX wieku przeniósł się on do sfery kosmicznej, kiedy to 4 października 1957 roku z kosmodromu Bajkonur radziecka rakieta nośna wyniosła na orbitę satelitę Sputnik. Rakieta ta, R-7, była także zdolna przenosić głowice nuklearne. Lata 60. stały się okresem zmasowanej produkcji głowic. Obie strony posiadały i produkowały w tamtym okresie ogromne ilości broni nuklearnej (USA już w 1961 roku miały ok. 18 tys. głowic).

### Lata 70.

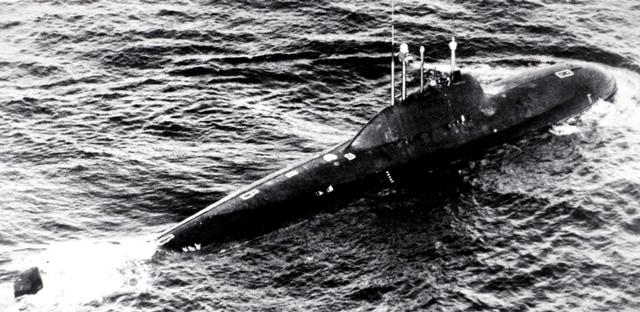
Sowiecki okręt podwodny typu Alfa w pełnym wynurzeniu

Lata 70. XX w. przyniosły duże zmiany w doktrynie rozwoju broni masowego rażenia. Przede wszystkim zaczęła liczyć się efektywność i jakość produkowanego uzbrojenia ze względu na coraz to większe koszty, jakie rozwój tego typu technologii ze sobą niósł. Ten okres przyniósł również znaczący rozwój okrętów podwodnych. Początkiem lat 70. jednostki podwodne mogły przenosić głowice nuklearne, a ich natura poruszania się pod powierzchnią wody sprawiała, że stały się one niezwykle trudne do wykrycia. W tamtym okresie Stany Zjednoczone chciały dowiedzieć się jak najwięcej na temat sowieckiego programu podwodnego, który to u początku lat 70. testował nowy okręt podwodny typu 705 (kod NATO: Alfa). Kolejnym ważnym celem była chęć uzyskania większej ilości informacji na temat rozmiaru możliwego sowieckiego ataku nuklearnego z użyciem międzykontynentalnych pocisków balistycznych (ICBM).

### Kabel komunikacyjny
Sowiecki kabel komunikacyjny, który stał się celem operacji Ivy Bells, przebiegał po dnie Morza Ochockiego. Łączył on Kamczatkę oraz bazę w Pietropawłowsku Kamczackim z kontynentem i stanowił połączenie komunikacyjne pomiędzy Radziecką Flotą Oceanu Spokojnego, zarządzającą między innymi jednostkami podwodnymi, a centrum dowodzenia na stałym lądzie ulokowanym we Władywostoku. ZSRR, podobnie jak dzisiaj Rosja, uważał Morze Ochockie za swoje wody terytorialne, przez co wstęp na ten obszar dla wszystkich obcych jednostek był surowo zakazany. Dla upewnienia się, że nikt nie będzie naruszał wód terytorialnych kraju, sowiecka Marynarka Wojenna przygotowała rozbudowaną sieć urządzeń wykrywających dźwięk na dnie morza. Sam wywiad potwierdził możliwość istnienia kabla na początku roku 1970. Dodatkowo wywiad uzyskał informacje, iż baza w Pietropawłowsku Kamczackim, zgodnie z wcześniejszymi podejrzeniami, faktycznie jest centrum dowodzenia dla sowieckich okrętów atomowych, które zdolne były przenosić na swoim pokładzie głowice nuklearne.

## Przebieg instalacji podsłuchu

### Przygotowanie operacji

#### Kwestie administracyjne

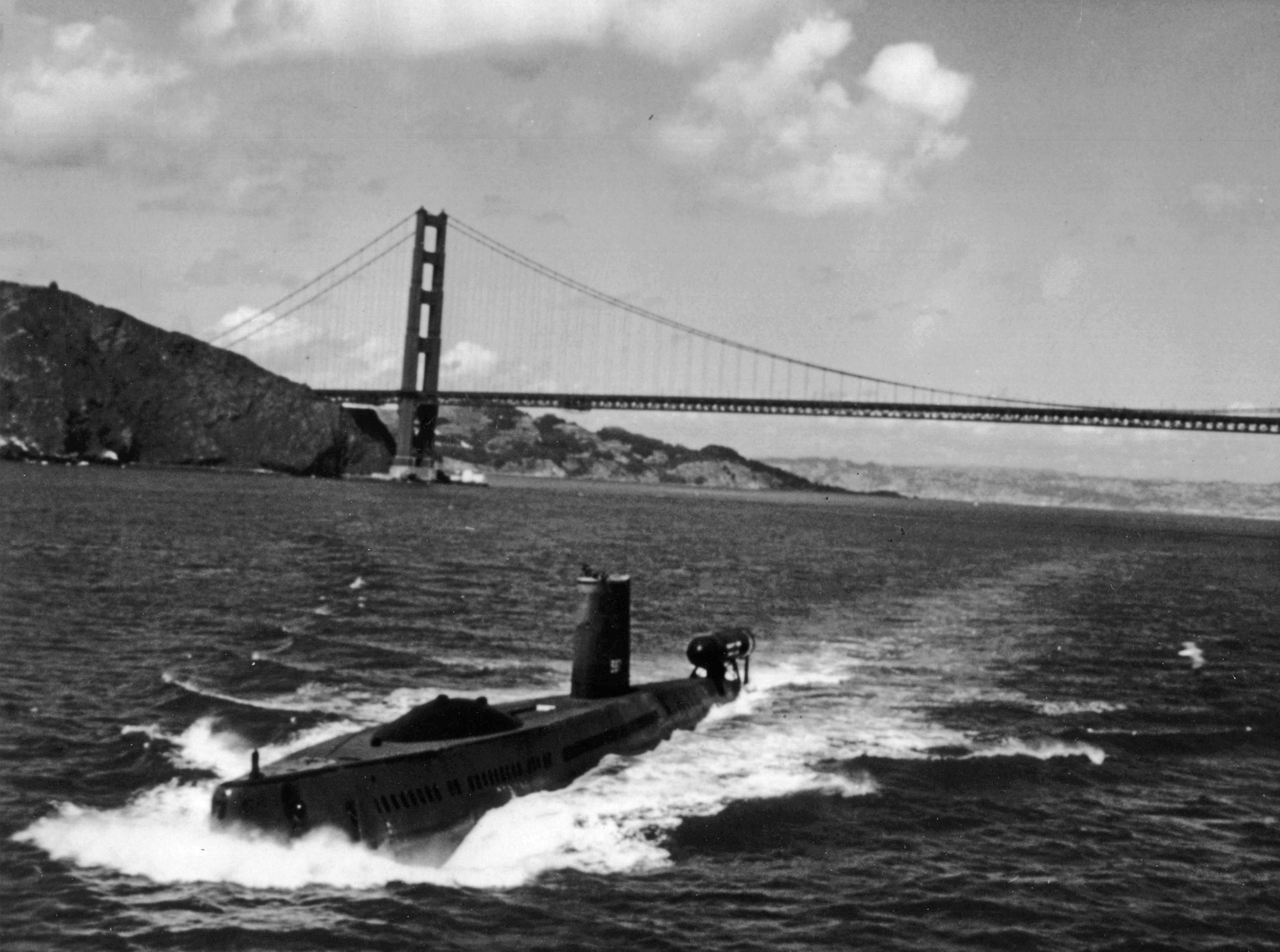
USS „Halibut” w pełnym wynurzeniu. W tle most Golden Gate

W 1966 roku James F. Bradley Jr. został dowódcą działu wojny podwodnej w amerykańskim Biurze Wywiadu Marynarki Wojennej (ONI); wcześniej był odpowiedzialny za misję, w której okręt podwodny USS „Halibut” (SSGN-587) przeszukał dno Pacyfiku w poszukiwaniu wraku radzieckiego okrętu podwodnego K-129. Okręt ten zatonął podczas swojego trzeciego patrolu w drodze ku Hawajom, a jego wydobycie z dna oceanu przyniosło amerykańskim służbom wywiadowczym znaczącą ilość informacji na temat sowieckiej technologii okrętów podwodnych. W 1970 roku informacje uzyskane przez wywiad na temat sowieckiego kabla komunikacyjnego trafiły na biurko Bradleya, który stał się inicjatorem ambitnego planu, zakładającego założenie podsłuchu na tym łączu komunikacyjnym. Zachęcony obiecującymi informacjami, które wskazywały na to, że informacje przekazywane przez kabel mogą być nieszyfrowane (prawdopodobnie Sowieci nie przewidzieli, że ktokolwiek spróbuje dostać się do tego łącza) Bradley przedstawił pomysł swoimi przełożonym w Waszyngtonie. Informacje oraz plan przekazany przez Bradleya okazały się dla Nixona niezwykle kuszące. Wizja zyskania przewagi nad wrogiem w rozmowach dotyczących nuklearnego rozbrojenia poprzez uzyskanie informacji na temat potencjału sowieckiego arsenału oraz nastrojów dotyczących samej możliwości wciśnięcia przez Moskwę „czerwonego przycisku”, który mógłby doprowadzić do wojny sprawiły, że pomimo wielu przeciwności oraz zagrożenia, jakie operacja za sobą niosła, Waszyngton plan zatwierdził. Otrzymał on kryptonim „Ivy Bells”. Co ciekawe, nie było wtedy jeszcze żadnego potwierdzenia, że kabel w ogóle znajduje się w tamtym miejscu.

#### Kwestie techniczne

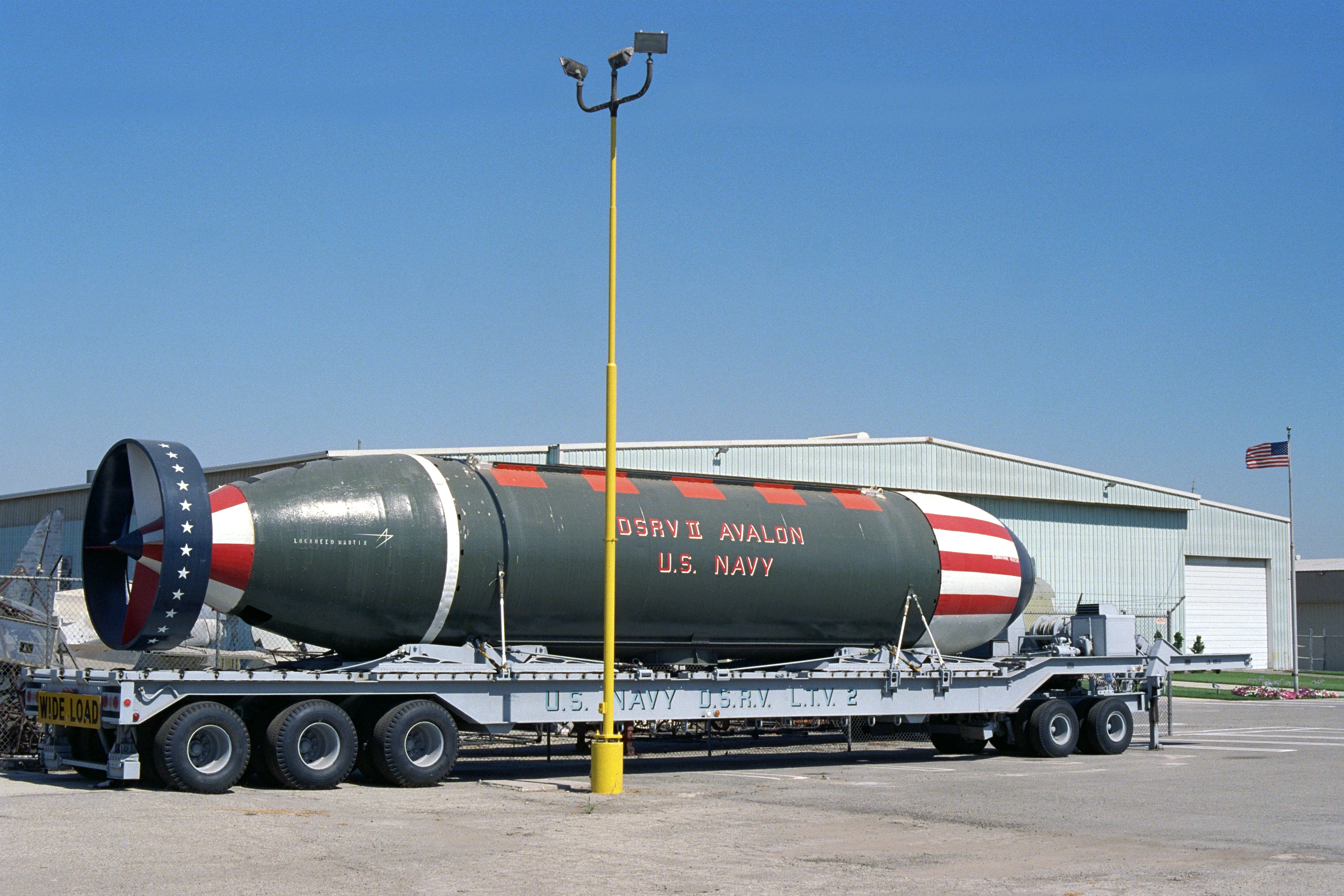
Nowoczesny Pojazd Ratowniczy Głębokiego Zanurzenia (DSRV)

Operacja napotkała duże problemy już na etapie przygotowania. Podstawową kwestią było zabranie nurków na dużą głębokość lodowatej wody Morza Ochockiego, która w przypadku kabla wynosiła 120 metrów. Dodatkowo należało też ominąć sowieckie zabezpieczenia rozmieszczone w tym regionie, które miały zapobiegać dostaniu się obcych jednostek na te wody. Technologia, która pozwoliłaby na takie przedsięwzięcie, w tamtym okresie po prostu nie istniała. Ówczesne skafandry oraz aparaty tlenowe nie pozwalały nurkom na wystarczająco długi pobyt pod wodą, by dokonać podpięcia oraz założenia podsłuchu na kabel. Siły amerykańskie znalazły jednak sposób, jak ominąć tę przeszkodę. Fundusze do realizacji operacji Ivy Bells przekierowano z realizowanego przez Marynarkę Wojenną USA (USN) projektu Pojazdów Ratowniczych Głębokiego Zanurzenia (DSRV), który w tym czasie rozwijał technologię komory dekompresyjnej.

#### Kwestie biologiczne
Kolejną barierą, jaką musiano pokonać, była kwestia utrzymania nurków przy życiu przez kilka godzin na głębokości 120 metrów. Sprawą podstawową była tutaj kwestia oddychania. Badania kapitana George’a F. Bonda wykazały, że pod wpływem ciśnienia wody, zmienia się naturalny proces wymiany gazowej człowieka – azot z powietrza używanego do oddychania kumuluje się w ciele człowieka, co przy wynurzaniu się (ponowne obniżenie ciśnienia) powoduje chorobę dekompresyjną. W przypadku operacji „Ivy Bells” zmodyfikowano mieszankę, jaką mieli oddychać nurkowie. Azot został zastąpiony przez hel, który ma mniejszą masę atomową, dzięki czemu wydostaje się szybciej z ludzkich tkanek. Dzięki takiej zamianie uniknięto ryzyka choroby dekompresyjnej, a nurkowie biorący w niej udział stali się jednocześnie jednymi z prekursorów nurkowania saturowanego.

### Sekretny Gambit

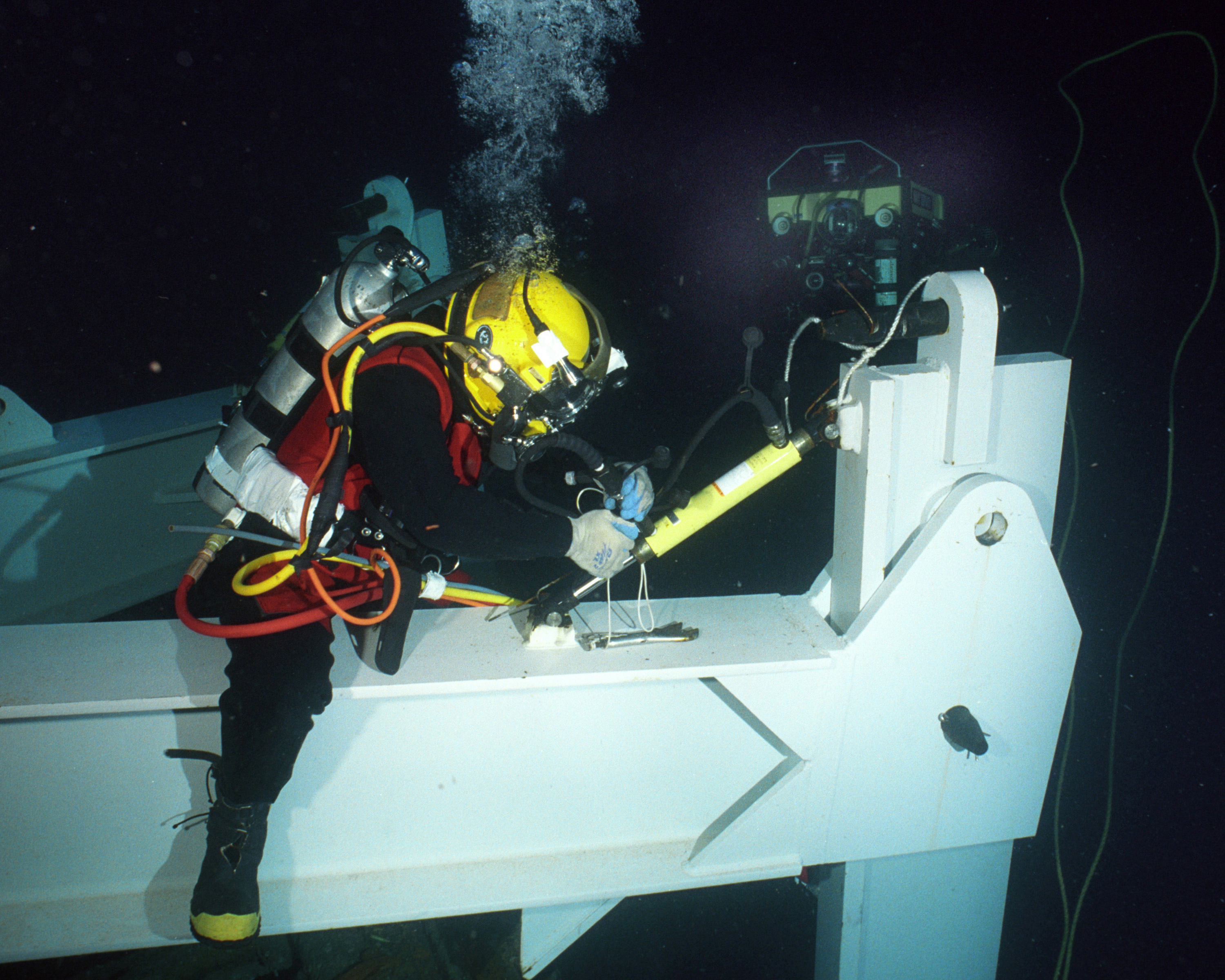
Nurek amerykańskiej marynarki wojennej w trakcie pracy z wykorzystaniem nurkowania saturacyjnego

Schemat rakiety P-500 Bazalt, której szczątków poszukiwał USS „Halibut”, realizując operację „Ivy Bells”

Operacja „Ivy Bells” mogła mieć miejsce dzięki połączonemu działaniu USN, CIA oraz NSA. Samo przygotowanie operacji zajęło blisko dwa lata. W tym czasie wyznaczony do przeprowadzenia operacji okręt podwodny USS „Halibut” (SSGN-587), który już wcześniej sprawdził się w realizacji podobnych misji, otrzymał odpowiednie ulepszenia. Okręt został wyposażony w komory dekompresyjne, które miały imitować stosowane przez marynarkę wojenną Stanów Zjednoczonych pojazdy ratownictwa głębokiego zanurzenia. Sama operacja została utrzymana w absolutnej tajemnicy. Praktycznie nikt, nawet członkowie załogi, nie wiedzieli o tym, w czym właściwie biorą udział. Większość do końca trwania operacji wierzyła, że ich zadaniem jest pozyskanie z dna morza szczątków sowieckiego pocisku P-500 Bazalt. Ten swoisty gambit został opracowany przez siły wywiadowcze jesienią roku 1971. Właśnie to miał być właściwy powód podany do publicznej informacji, który miał warunkować obecność „Halibuta” w rejonach Morza Ochockiego. O tym, jak bardzo utajniony był to projekt świadczy fakt, że spora część marynarzy, która brała udział we właściwiej misji nie posiadała nawet odpowiedniego dla stopnia operacji poświadczenia bezpieczeństwa. „Halibut” wraz z załogą opuścił port w 1972 roku. Aby ułatwić sobie poszukiwania kabla na dość dużym akwenie, załoga okrętu podwodnego zdecydowała się skorzystać z dość niecodziennej techniki. Amerykanie wykorzystali sowieckie znaki nadbrzeżne, zakazujące rzucania kotwicy, do szybkiego zawężenia obszaru poszukiwań. Zgodnie z planem, po zlokalizowaniu kabla specjalnie wyszkolony oddział nurków zszedł na dno morza, montując na kablu przygotowane wcześniej obręcze gotowe do pobierania sygnału za pomocą indukcji oraz przesyłania go do urządzenia zapisującego. Mechanizm był gotowy do przechwytywania oraz zapisywania pozyskiwanych informacji, operacja podpięcia podsłuchu zakończyła się sukcesem, a „Halibut”, niewykryty, opuścił obszar Morza Ochockiego.

## Korzyści płynące z używania podsłuchu

### Pozyskane informacje

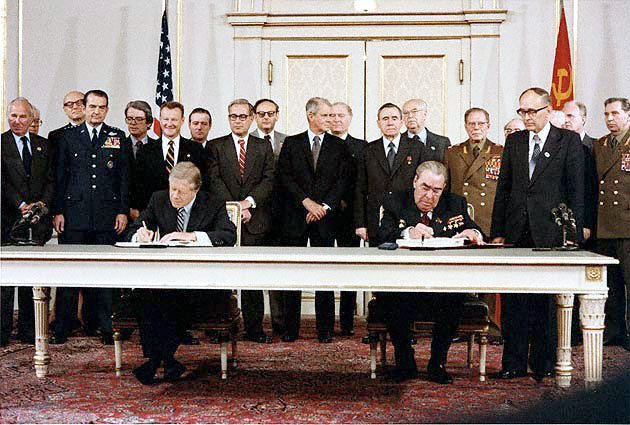
Moment podpisania umowy SALT II

Operacja podsłuchowa pozostała niewykryta przez blisko 10 lat. Przez ten okres amerykańskie okręty podwodne dwa razy do roku pojawiały się w okolicy miejsca podpięcia, by dokonać wymiany szpuli z danymi, które potem trafiały bezpośrednio do NSA, gdzie podlegały odpowiedniemu przetworzeniu oraz zbadaniu. Wtedy też wyszedł na jaw fakt, że zgodnie z wcześniejszymi przewidywaniami znacząca większość informacji, które płynęły przez kabel, były nieszyfrowane, a dotyczyło to nawet informacji o wysokim stopniu tajności. Podpięcie to pozwoliło Stanom Zjednoczonym pozyskać kluczowe informacje na temat misji realizowanych przez sowieckie okręty podwodne, ale również dało ono dostęp do sowieckich projektów pocisków balistycznych. Operacja „Ivy Bells” stała się jednym z głównych oraz najpewniejszych źródeł informacji na temat sowieckich projektów zbrojeniowych oraz potencjału nuklearnego.

### Negocjacje SALT II
Głównym dowodem wielkiej wartości informacji, jakie przyniosły taśmy „Ivy Bells”, były negocjacje umów SALT II w 1973 roku, a więc zaledwie rok po sukcesie operacji. Dzięki posiadaniu dokładnych danych dotyczących potencjału atomowego ZSRR, strona amerykańska mogła o wiele lepiej dostosować założenia umowy. Taśmy przyniosły również przewagę w sferze psychologicznej. Rząd USA był całkowicie pewny, iż władze ZSRR boją się wojny z USA, co dało możliwość wywarcia na Sowietach większej presji w trakcie rozmów dotyczących umowy rozbrojeniowej. Dzięki operacji „Ivy Bells” ostatecznie podpisano umowę, która przyczyniła się do ograniczenia produkcji broni masowego rażenia, co pozwoliło Stanom Zjednoczonym na jeszcze większe umocnienie swojej przewagi w trakcie trwania zimnej wojny, która to pozostała niezachwiana aż do samego końca konfliktu.

## Wykrycie podsłuchu

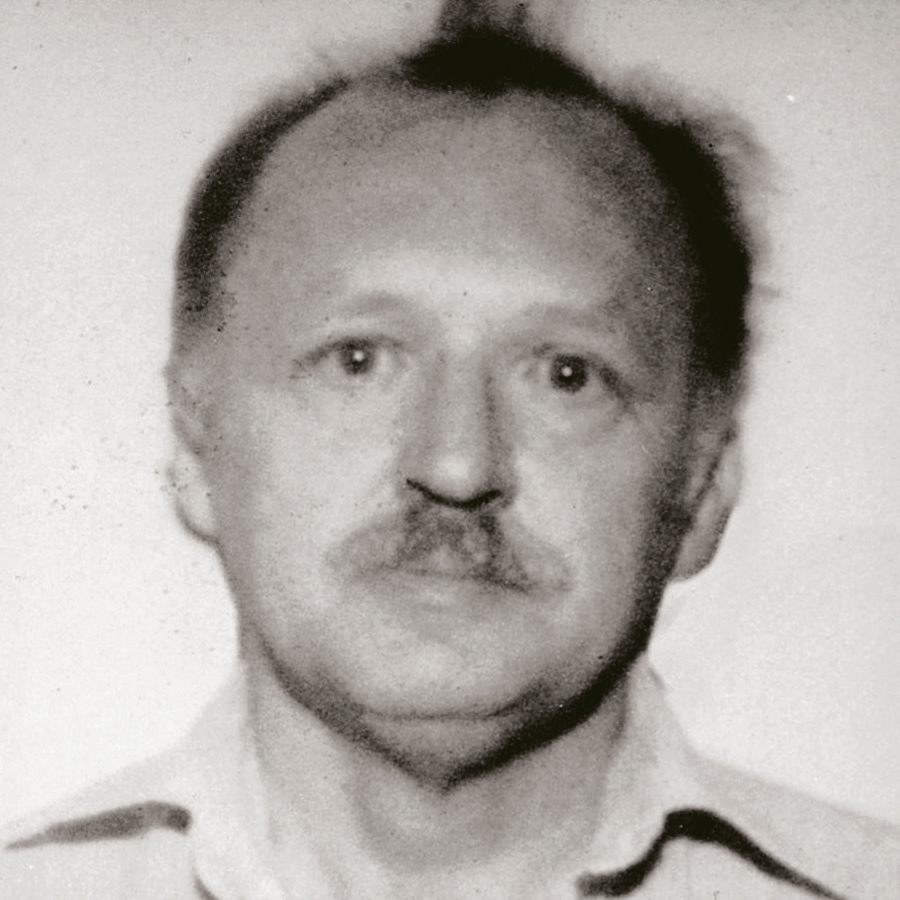
Ronald Pelton po jego aresztowaniu przez FBI

W 1981 roku satelity szpiegowskie USA wykryły ruch radzieckich okrętów wojskowych w okolicy podpięcia wykonanego blisko 10 lat wcześniej. Już to stało się podstawą do pewnych podejrzeń ze strony NSA, jednak ostatecznym dowodem potwierdzającym wykrycie oraz demontowanie podpięcia przez Sowietów była rutynowa misja wymiany taśmy przez okręt podwodny USS „Parche”. Właśnie to odkrycie zmusiło NSA do rozpoczęcia śledztwa, które miało wykazać, jak Sowieci dowiedzieli się o podpięciu.
Prawdopodobnie władze ZSRR nigdy nie dowiedziałyby się o istnieniu podsłuchu, gdyby nie zdrada, której dopuścił się Ronald Pelton, będący jednym z agentów NSA, znającym doskonale język rosyjski. Pelton, poza przeszłością w wywiadzie, miał również długi w wysokości 65 tys. USD, dlatego też zdecydował się na sprzedanie KGB informacji na temat operacji „Ivy Bells”, czego dokonał w ambasadzie ZSRR w Waszyngtonie. Za udzielone informacje otrzymał on zapłatę w wysokości 5 tys. USD, jednak dość szybko mógł liczyć na o wiele większą premię w wysokości 30 tys. USD za kolejne informacje, jakie sprzedał KGB. Zdrada Peltona nie wyszłaby na jaw, gdyby nie Witalij Jurczenko, zdrajca KGB, który przekazał NSA informacje, które stały się kluczowe w śledztwie. Sam winny został złapany oraz skazany na 29 lat więzienia, które opuścił w 2015 roku. Właśnie zdrada jednego człowieka stała się powodem, przez który dobiegła końca jedna z najbardziej udanych i najbardziej skomplikowanych operacji wywiadowczych, nie tylko zimnej wojny, ale również całej historii wywiadu. Samo urządzenie podpięte do podwodnego kabla można obejrzeć w Muzeum KGB w Moskwie.